# 不動七重の滝
不動七重の滝（ふどうななえのたき）は、奈良県 吉野郡下北山村にあり、吉野熊野国立公園の特別地域で、日本の滝百選の1つである。

## 概要
滝は、前鬼川にかかる七重の段瀑で、高さは160メートルほどである。地質は白亜紀付加体の砂岩である。上流には三重滝、下流には池原ダムがある。

## アクセス
国道169号にあるバス停・前鬼口で西側に曲がり、林道を北側へ進むとある。